# CAMS 33
Die CAMS 33 war ein Flugboot, das in Frankreich in den frühen 1920er Jahren gebaut wurde. Es wurde auf Wunsch und nach den Vorgaben der französischen Marine als Transport- und Aufklärungsflugboot konzipiert.

## Geschichte
Chantiers Aéro-Maritimes de la Seine (CAMS) bekam den Auftrag, nachdem der Prototyp 1923 von dem Konstrukteur Raffaele Conflenti vorgestellt wurden. Konstruktiv war die CAMS 33 ein zweimotoriges Doppeldecker-Flugboot, in den Varianten mit offenen Cockpit mit zwei bis vier Mann Besatzung als bewaffneter Aufklärer oder mit geschlossenen Kabine, die neben den Piloten sieben Passagiere mit Ausrüstung transportieren konnte. Die Transportversion wurde unter den Typenbezeichnungen CAMS 33T und 33C gefertigt. Die Aufklärerversion hatte die Bezeichnung CAMS 33B. Die Besonderheit bei der Serie 33 bestand in der Motorenanordnung. Das vordere Triebwerk arbeitete mit einem Zugpropeller und das zweite in der gemeinsamen Motorgondel dahinter mit Druckpropeller. Bei Ausfall eines Triebwerkes konnte die CAMS 33 noch sicher mit einem Triebwerk einen Landeplatz erreichen.
Zwölf Flugboote der Serie wurden von der französischen Marine am Stützpunkt Port Cherbourg-Octeville bei der Escadrille 1R1 eingesetzt. Das Königreich Jugoslawien erwarb sechs weitere Maschinen für seine Luftwaffe.
Der erst Prototyp der CAMS 33T, der 1923 seinen Erstflug hatte, wurde unter einer zivilen Registrierung für einige Jahre von einem privaten Kunden in Frankreich betrieben. Insgesamt wurde 21 Flugboote des Typs CAMS 33 gefertigt.

## Spezifikationen
| Kenngröße             | Daten (CAMS 33B) |
| --------------------- | --- |
| Verwendung            | Aufklärungsflugboot |
| Besatzung             | 1 Pilot und 1 bis 3 Mann Besatzung, je nach Verwendungszweck                                                                                      |
| Länge                 | 13,23 m |
| Spannweite            | 17,62 m |
| Höhe                  | 4,88 m |
| Startmasse            | max. 4000 kg |
| Triebwerk             | 2 × Hispano-Suiza 8F mit je 208 kW (275 PS) Leistung                                                                                              |
| Höchstgeschwindigkeit | 175 km/h |
| Reichweite            | 820 km |
| max. Flugzeit         | 18 h |
| Dienstgipfelhöhe      | 5000 m |
| Bewaffnung            | 1 × Lewis-Maschinengewehr Kaliber .303 British (GB) im Bug 2 × Lewis MG im Heck 2 × max. 300 kg Bomben links und rechts unter den unteren Flügeln |